# Hipposideros cineraceus
Hipposideros cineraceus är en fladdermusart som beskrevs av Edward Blyth 1853. Hipposideros cineraceus ingår i släktet Hipposideros och familjen rundbladnäsor. IUCN kategoriserar arten globalt som livskraftig. Inga underarter finns listade i Catalogue of Life. Wilson & Reeder (2005) skiljer mellan två underarter.

## Utbredning
Denna fladdermus förekommer i Asien från norra Pakistan över norra Indien, Nepal och Bhutan till Vietnam och till Malackahalvön. Dessutom finns populationer på Borneo, på Sumatra och kanske i norra Filippinerna. Arten lever i låglandet och i bergstrakter upp till 1480 meter över havet.

## Utseende
Hipposideros cineraceus är liten jämförd med nära besläktade arter. Den har 32,5 till 37 mm långa underarmar. Pälsens färg på ovansidan varierar lite mellan olika exemplar men allmänt är håren mellanbrun med ljusare avsnitt vid roten. Några individer är mer orange eller pälsens färg liknar färgen av ingefärans rotstock. Undersidans päls bildas av ljusa till vita hår. De kan ibland ha bruna eller orange spetsar. Denna fladdermus har bruna till gråbruna flygmembran och öron. Med en längd av 13,5 till 20 mm och en bredd av 10 till 13,5 mm är öronen påfallande stora. Hudflikarna på näsan (bladet) består av en rund främre del och av en bakre del som liknar en remsa med avrundade kanter. Bladet har en rosa färg.

## Ekologi
Individerna vilar i grottor eller i trädens håligheter. Honor är cirka 180 dagar dräktig.
Lätet som används för ekolokaliseringen har en frekvens mellan 134 och 158 Hz, med variationer beroende på individens kön och undersökningstillfälle. I grottorna bildas medelstora till stora kolonier ibland tillsammans med andra arter av samma släkte eller med fladdermöss från andra släkten.